# Witali Borissowitsch Malkin

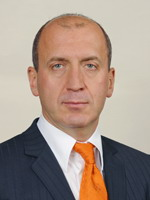
Witali Malkin

Witali Borissowitsch Malkin (russisch Виталий Борисович Малкин; * 16. September 1952 in Perwouralsk, Sowjetunion) ist ein russisch-israelischer Unternehmer und Politiker. Er ist ein langjähriger Freund und Geschäftspartner des georgischen Oligarchen Bidsina Iwanischwili. Er war früher als Physiker, Banker und Senator tätig. Heute ist er für seine Beteiligung als Schirmherr der Era-Stiftung (in Russland) und der Fondation Espoir (ein Programm mit der Luxemburger Stiftung und UNICEF-Luxemburg) bekannt. Witali Malkin ist verheiratet und Vater von sechs Kindern.
Malkin war ein Vertrauter von Boris Jelzin und Teil der Semibankirschtschina-Gruppe, bestehend aus neun Persönlichkeiten aus der Finanzwelt, die die Wiederwahlkampagne des scheidenden Präsidenten im Jahr 1996 unterstützten.

## Biografie
Malkin wuchs in einer ukrainisch-jüdischen Familie auf. Sein Vater Malkin Boris Samoylovich war stellvertretender Direktor von Tscheljabinsk Pipe, seine Mutter Pyatigorskaya Marianna Davydovna war Ärztin. Er besuchte ein Gymnasium für Mathematik und Physik in Tscheljabinsk.

## Ausbildung
1969 schrieb er sich in die Fakultät für Physik und Technik an der Staatlich Technischen Universität des Uralgebiets ein. Während seines Studiums besuchte er neben dem regulären Lehrplan Vorlesungen über Kunst und Malerei. 
Im Jahr 1975 schloss Malkin die Universität mit Auszeichnung ab und führte seine akademische Laufbahn mit einer Promotion in Physik an der Staatlichen Universität von Moskau für Verkehrswesen (MIIT) weiter, wo er eine Doktorarbeit zur Metrologie der Laserstrahlung verfasste.
Nach der Verteidigung seiner Doktorarbeit im Jahr 1978 setzte er seine Arbeit an der MIIT im Labor für holographische Methoden fort. Er war Verantwortlicher der Qualitätskontrolle sowie Vizepräsident des Rates der jungen Wissenschaftler. Von 1983 bis 1989 lehrte er Physik an der Staatlichen Universität von Moskau.
1983 verteidigte er eine Dissertation über das Thema Ultraempfindliche Aufzeichnungselemente und erhielt dafür den akademischen Grad „Doktor der Technologie“. Bis 1989 arbeitete er am Forschungsinstitut für holographische Verfahren an der MIIT als Junior-Forscher und später als Leiter des Labors.

## Unternehmerische Tätigkeit
Im Jahr 1982 lernte Malkin Bidzina (Boris) Ivanishvili kennen. In den späten 1980er Jahren gründeten die beiden Freunde eine Mikrocomputer-Import-Firma. Durch die Fortsetzung ihrer unternehmerischen Projekte im Jahr 1990 kauften Malkin und Ivanishvili die Kooperative „Agroprogress“. Diese Firma hatte zuvor in Naro-Fominsk Gewächshäuser investiert. Malkin und Ivanishvili verdienten ihre erste Million Dollar durch den Verkauf von Telefonen und Videorekordern.

## Rossiiski Kredit
Anfang 1991 später erhielt die Bank die Genehmigung zur Durchführung von Fremdwährungstransaktionen und begann ihr Retail-Geschäft mit Kunden. Malkin wurde zum Vorsitzenden des Verwaltungsrates (1991–1994) ernannt. 1994 wurde er Präsident der Bank und hielt diese Position bis 2000. Von 1990 bis 2003 war Malkin Vorstandsvorsitzender.
Die Bank erhielt das Recht zur langfristigen Miete der luxuriöse Villa Morosov am Smolenski Boulevard in Moskau. Zunächst wollte der oberste Sowjet seinen Sitz in der Morozov-Villa einrichten, fand allerdings nicht genug Geld, um dieses architektonische Denkmal wiederherzustellen. Die "Rossiiski Kredit" Bank finanzierte daher die Sanierung des Herrenhauses. Von 1993 bis 1996 investierten die Partner 6 Millionen Dollar in die Wiederherstellung des Gebäudes und in die Entwicklung der neuen Büros.
Als die sogenannte Semibankirschtschina (eine Gruppe von etwa neun russischen Oligarchen, die im politischen und wirtschaftlichen Leben Russlands eine wichtige Rolle spielten) am Vorabend der Präsidentschaftswahl in Russland 1996 gebildet wurde, wurde Malkin zu einem Anhänger des Präsidenten Jelzin. Malkin traf sich mit Boris Jelzin, während sein Partner Ivanishvili lieber im Hintergrund blieb. Im Mai 1996 unterzeichnete Malkin im Namen des Koordinationsrates des Runden Tisches der russischen Wirtschaft eine Unterstützungserklärung für Boris Jelzins Wiederwahl in dessen zweite Amtszeit.
Die „Rossiiski Kredit“ litt zwar unter der Krise von 1998, überlebte jedoch. Im Jahr 1998 traten Boris Ivanishvili und sein Partner Malkin in die Impeksbank ein, die zum Bankrelais wurde, um Zahlungen zu organisieren.
Im Jahr 1999 war die „Rossiiski Kredit“ Bank die erste Geschäftsbank, die ihren Einlagenkunden, also jenen, die darum gebeten haben, alle in Rubel und einen Teil der in Fremdwährungsfonds hinterlegten Gelder zurückerstattet hat. Die „Rossiiski Kredit“ schuldete ihren Kunden fast 80 Millionen Dollar. „Rossiiski Kredit“ ist die einzige Geschäftsbank, die ihre Schulden vollständig rekapitalisiert und das gesamte Geld an die einzelnen Einleger zurückbezahlt hat. „Die Umstrukturierung von ‚Rossiiski Kredit‘ ist der einzige Fall weltweit, in welchem ein privates Unternehmen seine Schulden aufgrund eines Regierungsfehlers honoriert hat“, bemerkte Ivanishvili in einem seiner Interviews.
Die Bank wurde 2003 umstrukturiert und alle Gläubiger wurden honoriert. Um all ihre Verpflichtungen zu erfüllen, brachten Malkin und Ivanishvili fast 200 Millionen Dollar an Eigenmitteln auf. Anfang 2006 kaufte die österreichische Raiffeisen-Gruppe die Impeksbank für 550 Millionen US-Dollar und schloss sie an die Raiffeisenbank an.
Im Jahr 2005 erhielt Malkin nach der Trennung der Vermögenswerte die Minderheitsbeteiligung (28,74 %) von der ostsibirischen Petroleum Company (VSNK), deren Haupteigentümer der russische Konzern Youkos (70,78 %) war. Im Juli 2007 kauft Rosneft Youkos Anteile an der VSNK und bewertete das gesamte Unternehmen mit 1,26 Milliarden Rubel (knapp 50 Millionen Dollar). Im Jahr 2011 kaufte Rosneft Malkins Aktien.

## Soziale und politische Aktivitäten
Malkin gehörte zu jenen russischen Geschäftsleuten, die 1996 den Jüdischen Kongress Russlands gegründet haben. Die Organisation wurde als gemeinnützige Stiftung mit dem Ziel gegründet, die Tätigkeiten der Jüdischen Gemeinde zu finanzieren und Antisemitismus zu bekämpfen. Malkin war einer der Gründer der Vereinigung und einer jener Organisatoren der konstituierenden Versammlung, der die Satzung und die Programmdeklaration der Organisation im Jahre 1996 verabschiedet hatte. Die Versammlung wählte Malkin zum Vizepräsidenten des jüdischen Kongresses von Russland. Malkin war bis zum Jahr 2008 Mitglied des Präsidiums.
Am 1. Januar 2004 wurde Malkin zum Senator der Russischen Föderation in der Republik Burjatien gewählt. Sein Mandat wurde am 19. September 2007 und am 18. Mai 2012 erneuert.
Im Rat der Föderation arbeitete Malkin in der Kommission für Naturmonopole (Januar – Juni 2004), dem Ausschuss für Industriepolitik (2004–2007), der Kommission für die Überwachung der Gewährleistung der Tätigkeit des Rates (2004–2007), dem Ausschuss für internationale Angelegenheiten (seit 2007), der Kommission für Jugend und Tourismus (2004–2007), der Kommission für die Zusammenarbeit mit dem Rechnungshof der Russischen Föderation (2007–2011) und der Kommission für Sport und Olympiaentwicklung (2008–2011). Von 2010 bis zu seinem Rücktritt blieb Malkin Vizepräsident des Internationalen Angelegenheiten-Ausschusses des Föderationsrates.
Malkin befürwortet aktiv die Ausarbeitung und Verabschiedung von Gesetzen, die die interethnischen Beziehungen in der Russischen Föderation regeln. Nach dem Mord an Bair Sambuev im Jahr 2009, welchem Rassenhass als eindeutiges Motiv zugrunde liegt, versandte Malkin Briefe an den damaligen russischen Präsidenten Dmitri Medwedew, an Wladimir Putin, den damaligen Regierungschef sowie an den Generalstaatsanwalt und den Innenminister und fragte jene nach ihrem Widerstand gegen die interethnische Zwietracht. In seinem Brief schlug Malkin vor, ein Bundesgesetz zu entwerfen und dringend zu verabschieden, um die interethnischen Beziehungen zu verbessern. Wie Witali Malkin feststellte, wurde der Kampf gegen Neonazi-Demonstrationen nicht ordnungsgemäß durchgeführt, was zur Eskalation der Gewalt und zum Wachstum der interethnischen Zwietracht führte und die Grundlagen des russischen Staates untergrub.

## Karitative Aktivitäten
Malkin engagiert sich im Wohltätigkeitsbereich und spendet einen erheblichen Teil seines Vermögens an soziale Projekte.

### Die Era-Stiftung
2004 rief Malkin die Wohltätigkeitsorganisation „Era“ ins Leben. Die Stiftung befindet sich in Buryatia und arbeitet parallel an mehreren Missionen: Hilfe für Kinder, Unterstützung der Buryat-Nationalkultur, Unterstützung der Buryat-Gemeinschaft, Hilfe für ältere Menschen, „Hilfe für Veteranen, Kultur und Sport, Kulturentwicklung, Bildung und Wissenschaft“.
Die Era-Stiftung hat zudem ein Programm entwickelt, das Kriegsveteranen in Tschetschenien unterstützt, zahlreiche Stipendien an leistungsstarke Schüler vergibt und eine große Anzahl bedürftiger Waisen unterstützt. Darüber hinaus unterstützte die Era-Stiftung die Wiederherstellung der Nationalbibliothek von Burjatien.

### Fondation Espoir – Die Stiftung der Hoffnung
Im Rahmen einer Reise nach Ägypten wurde Malkin auf die Praktiken der weiblichen Genitalverstümmelung aufmerksam. Die Tatsache, dass in einigen Teilen von Afrika 98 % der weiblichen Bevölkerung der Beschneidung zum Opfer fallen, machte ihn betroffen. Daher entschloss er sich, eine Stiftung zu gründen, die aktiv gegen dieses Problem ankämpfen würde. Um dieser Stiftung eine wirksame internationale Wirkung zu verleihen, erbat Malkin von UNICEF und der Luxemburg-[null Stiftung] ein spezielles Programm, welches in der Lage ist, Ärzte zu trainieren, um Operationen zur Vorbeugung und Behandlung von verstümmelten Mädchen einzurichten.
Die erste Programm-Phase der Espoir-Stiftung dauerte fünf Jahre und war mit einem Budget von 5 Millionen Euro ausgestattet, das vollständig von Malkin finanziert wurde. In drei Jahren wurden mehr als 2.200 Mädchen behandelt, Ärzte wurden geschult und wichtige Aufklärungs- und Präventionskampagnen verzeichneten erste Erfolge in den beiden am meisten von dieser Praxis betroffenen Regionen Äthiopiens. UNICEF gab bekannt, dass mehr als 20.000 Menschen, darunter 2.243 religiöse Führer, in der Prävention gegen weibliche Genitalverstümmelung ausgebildet wurden.

## Skandal um israelische Staatsbürgerschaft
Nachdem der Oppositionelle Alexei Nawalny publik gemacht hatte, dass Malkin auch die israelische Staatsbürgerschaft besitzt und er Vermögenswerte im Ausland nicht angegeben hatte, legte Malkin sein Amt im Föderationsrat 2013 nieder. Er soll Eigentümer einer Eigentumswohnung im Time Warner Center in Manhattan sein, die er 2010 für etwa 15,65 Millionen US-Dollar gekauft hatte.

## Buch
- Illusions dangereuses: Quand les religions nous privent de bonheur. Hermann, 2018